# Bittacus zhejiangensis
Bittacus zhejiangensis är en näbbsländeart som beskrevs av Tan och Hua 2008. Bittacus zhejiangensis ingår i släktet Bittacus och familjen styltsländor. Inga underarter finns listade i Catalogue of Life.